# Biancavilla
Biancavilla est une commune italienne d'environ 24 100 habitants, située dans la province de Catane, dans la région Sicile, en Italie.

## Géographie
Le territoire de la municipalité s'étend depuis le sommet de l'Etna, au nord-est jusqu'au bord du fleuve Simeto au sud-ouest de la ville. Il se trouve pour 3 830 hectares sur le Parc de l'Etna qu'il partage avec 11 autres communes. Il est bordé au nord-ouest par la municipalité d'Adrano, au nord-est de Ragalna, sud-est avec celle de Santa Maria di Licodia et au sud-ouest avec la municipalité de Centuripe.
Selon les données de l'observatoire de Catane, la température moyenne en janvier est de 12 °C, en Juillet de 24 °C avec une moyenne annuelle de 18 °C, la ville possède donc un climat doux.

## Histoire
La région de Biancavilla a été habitée depuis le Paléolithique supérieur, comme en témoignent les expositions au musée civique de l'Adrano.
La commune a été fondée par une communauté Arbëresh, Albanais installés ici après avoir obtenu la permission de vivre sur le site, très près de la ville antique de Aderno (Adrano aujourd'hui) au XVe siècle, en fuyant l’avance ottomane. Ces Albanais ont gardé une forte identité, parlant toujours leur langue, l’arbërisht.
Brièvement appelée "Maison des Grecs" ou plus rarement Moncada, la ville prend le nom de Biancavilla à partir de 1599, peut-être en hommage à la reine Blanche de Navarre.
Le XVIIe siècle
Notre-Dame Dell'Elemosina est la sainte-patronne pour avoir intercédé contre le feu de l'Etna, les épidémies, les épisodes de sécheresse et de la guerre et, le 3 octobre 1948, l'icône principale de la patronne a été solennellement couronnée.

## Économie
Biancavilla est un important centre agricole de la province de Catane. Les forêts et les pâturages sont abondants sur les pentes de l'Etna, on trouve des entreprises agro-alimentaires, comme dans la production et la vente d'amandes, de raisin, d'agrumes, de figues de Barbarie. Le reste de la production concerne les secteurs de l'habillement, des meubles, des matériaux de construction et plusieurs concessionnaires automobiles.

### L'agriculture
Le secteur économique principal est l'agriculture, en particulier, la production de figues de Barbarie (ficurinnia) obtenues en particulier avec une seconde floraison, les amandes douces, les olives avec l'appellation Etna DOP Nocellara, les oranges sanguines, des fruits et légumes de haute qualité. Le terroir produit un excellent raisin et des vins de table tel que l'Etna Rosso. L'huile d'olive est transformée dans les meules et les moulins à huile de la région pour donner une grande qualité.
Grâce à la présence sur le territoire de fourrage abondant, l'élevage des bovins, ovins, caprins et chevaux s'est bien implanté.

### Le tourisme
Depuis le début des années 90 la région s'est orientée vers le secteur du tourisme, avec une grande forêt de pins, prolongée jusqu'à ce qu'elle atteigne la localité de Serra La Nave, la route vers l'Observatoire d'astrophysique de l'Université de Catane (altitude 1750 m) et les chemins de randonnée, gérés par le Parc de l'Etna.
Les centres artisanaux travaillent la pierre de lave, la céramique et vendent des objets d'art divers.

## Patrimoine
L'architecture religieuse de Biancavilla se réfère au baroque sicilien, les églises de la ville conservent toujours l'essentiel du patrimoine artistique de la ville.
Les principales d'entre elles sont : 
- L'église Sainte-Marie du Rosaire
- La basilique collégiale Santa Maria dell'Elemosina, seule basilique de la ville.
- L'église Santa-Maria Annunziata
- L'église Santa Maria delle Grazie

Parmi les autres monuments profanes, on trouve:
- La Villa delle Favare, résidence du XVIIe siècle, restaurée et ouverte au public.
- De nombreux palais, dont le Palazzo Bruno, maison natale du poète Antonio Bruno.

## Administration
| Période                                  | Période  | Identité          | Étiquette       | Qualité |
| ---------------------------------------- | -------- | ----------------- | --------------- | ------- |
| juillet 2008                             | En cours | Giuseppe Glorioso | Centro Sinistra |         |
| Les données manquantes sont à compléter. |          |                   |                 |         |

### Communes limitrophes
Adrano, Belpasso, Bronte, Castiglione di Sicilia, Centuripe, Maletto, Nicolosi, Paternò, Ragalna, Randazzo, Sant'Alfio, Santa Maria di Licodia, Zafferana Etnea

## Jumelages
Gap (France) depuis 2010